# Кінастон Рівз
Кінастон Рівз (англ. Kynaston Reeves, справжнє ім'я: Філіп Артур Рівз англ. Philip Arthur Reeves; нар. 29 березня 1893, Лондон, Англія, Велика Британія — пом. 5 грудня 1971, Лондон, Англія, Велика Британія) — англійський актор. 

## Життєпис
Кінастон Рівз народився 29 березня 1893 року в Лондоні, Велика Британія. При народженні отримав ім'я Філіп Артур Рівз. Він був актором другого плану і зіграв багато ролей в кіно, телевізійних постановках і серіалах.
Кінастон Рівз помер від тромбозу судин головного мозку в Льюїшем, Лондон, у віці 78 років.

## Творчість
Філіпа Артура Рівза в професійному середовищі знали як Кінастона Ф. Рівза або просто Кінастон Рівза. Свою кар'єру він почав з маленької ролі в фільмі «Багато води» (Many Waters) у 1931 році. 
Вже у 1932 році він прогресував, отримавши роль редактора Боба Мітчела у фільмі «Мешканець» (згодом перейменованого в «Примарний мешканець») разом з Айвором Новелло і Джеком Гоккінсом.

## Вибрана фільмографія
| Рік  |   | Українська назва              | Оригінальна назва                                | Роль                          |
| ---- | - | ----------------------------- | ------------------------------------------------ | ----------------------------- |
| 1931 | ф | Багато води                   | Many Waters                                      | другорядна роль               |
| 1932 | ф | Шерлок Холмс: Знак чотирьох   | The Sign of Four: Sherlock Holmes 'Greatest Case | Бартоломео Шолто              |
| 1932 | ф | Мешканець                     | The Lodger                                       | редактор Боб Мітчел           |
| 1933 | ф | Маріонетки долі               | Puppets of Fate                                  | Джон Гіт                      |
| 1934 | ф | Єврей Зюсс                    | Jew Süss                                         | другорядна роль               |
| 1934 | ф | Пурпурова свічка              | The Crimson Candle                               | інспектор Блант               |
| 1934 | ф | Зламана мелодія               | The Broken Melody                                | полковник Фіцрой              |
| 1938 | ф | Комендант гуртожитку          | Housemaster                                      | преподобний Едмунд Овінґтон   |
| 1939 | ф | Сини моря                     | Sons of the Sea                                  | професор Девар                |
| 1939 | ф | Інспектор Горнлей             | Inspector Hornleigh                              | Доктор Маннерс                |
| 1939 | ф | Небезпечні мерці              | Dead Men are Dangerous                           | Джеймс Франклін               |
| 1940 | ф | Летючий загін                 | The Flying Squad                                 | Магістрат                     |
| 1942 | ф | Молодий містер Пітт           | The Young Mr Pitt                                | другорядна роль               |
| 1945 | ф | Гульвіси                      | The Rake's Progress                              | Оксфорд Дін                   |
| 1946 | ф | Беделіа                       | Bedelia                                          | Беннет                        |
| 1948 | ф | Привабливий хлопчик           | The Winslow Boy                                  | лорд Чіф Джустісіа            |
| 1948 | ф | Слабка стать                  | The Weaker Sex                                   | Капітан Дішарт                |
| 1948 | ф | Контрзахід                    | Counterblast                                     | Лукас Батлер                  |
| 1948 | ф | Це була жінка                 | This Was a Woman                                 | доктор Моррісон               |
| 1949 | ф | Божевілля у серці             | Madness of the Heart                             | Сер Роберт Гаммонд            |
| 1950 | ф | Тріо                          | Trio                                             | другорядна роль               |
| 1950 | ф | Мадлен                        | Madeleine                                        | доктор Пенні                  |
| 1950 | ф | Тоні малює коня               | Tony Draws a Horse                               | Блетчлі                       |
| 1950 | ф | Безпритульний                 | The Mudlark                                      | генерал сер Понсонбі          |
| 1951 | ф | Нахаба                        | The Smart Aleck                                  | дядько Едвард                 |
| 1951 | ф | Капітан Гораціо Горнблауер    | Captain Horatio Hornblower R.N.                  | адмірал лорд Гуд              |
| 1952 | ф | Цілком таємно                 | Top Secret                                       | директор                      |
| 1953 | ф | Чотирибічний трикутник        | Four Sided Triangle                              | Лорд Ґрант                    |
| 1957 | ф | Брати в законі                | Brothers in Law                                  | суддя Ловсон                  |
| 1958 | ф | Безликий демон                | Fiend Without a Face                             | професор Волґейт              |
| 1960 | ф | Школа для негідників          | School for Scoundrels                            | другорядна роль               |
| 1961 | ф | Привид кота                   | The Shadow of the Cat                            | Дідусь                        |
| 1962 | ф | Йди до біса                   | Go to Blazes                                     | другорядна роль               |
| 1964 | ф | Хованки                       | Hide and Seek                                    | Гантер                        |
| 1967 | ф | Сага про Форсайтів            | The Forsyte Saga                                 | Ніколас Форсайт               |
| 1968 | ф | Гарячі мільйони               | Hot Millions                                     | Куейл                         |
| 1968 | ф | Ворота в рай                  | Gates to Paradise                                | Суперіор                      |
| 1969 | ф | Анна на тисячу днів           | Anne of the Thousand Days                        | Віллоґбі                      |
| 1970 | ф | Приватне життя Шерлока Холмса | The Private Life of Sherlock Holmes              | старий (в титрах не вказаний) |